# Ryuki Hirahara
Ryuki Hirahara (japanisch 平原 隆暉 Hirahara Ryuki; * 1. Mai 2003 in der Präfektur Saitama) ist ein japanischer Fußballspieler.

## Karriere
Ryuki Hirahara erlernte das Fußballspielen in der Schulmannschaft der Shohei High School. Seinen ersten Profivertrag unterschrieb er am 1. Februar 2022 bei Giravanz Kitakyūshū. Der Verein aus Kitakyūshū, einer Stadt in der Präfektur Fukuoka, spielte in der dritten japanischen Liga. Sein Drittligadebüt gab Ryuki Hirahara am 30. Oktober 2022 (31. Spieltag) im Auswärtsspiel gegen Kamatamare Sanuki. Bei dem 2:2-Unentschieden stand er in der Startelf und wurde in der 79. Minute gegen Shun Hirayama ausgewechselt.